# خانه علمی
خانه عِلمی نام خانه‌ای تاریخی مربوط به دوره پهلوی است و در بردسکن، خیابان طالقانی، نبش کوچه علمی واقع شده است. این اثر در تاریخ ۶ بهمن ۱۳۸۸ با شمارهٔ ثبت ۲۸۲۰۸ به‌عنوان یکی از آثار ملی ایران به ثبت رسیده است.

## نگارخانه

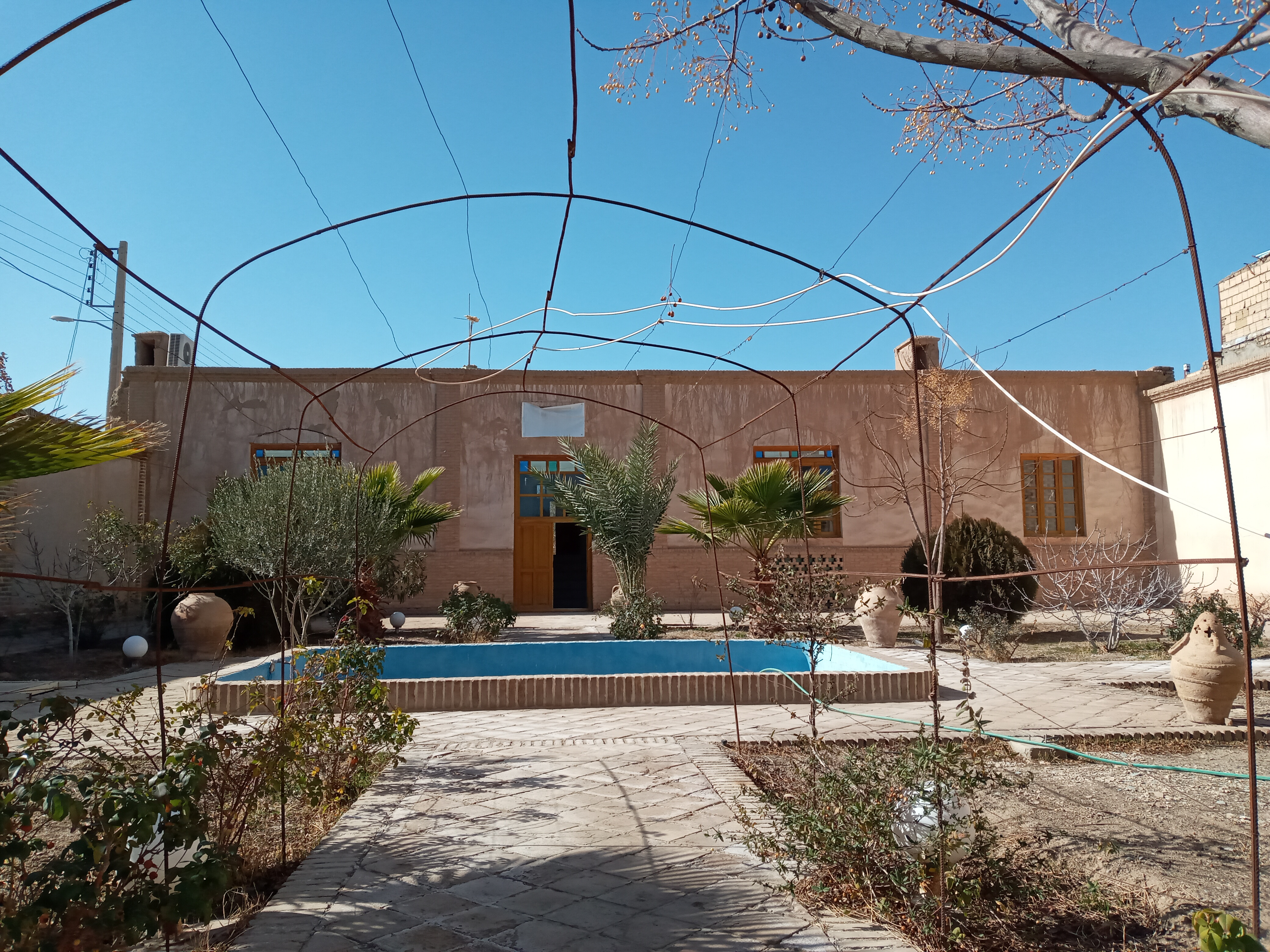
نمایی از خانه
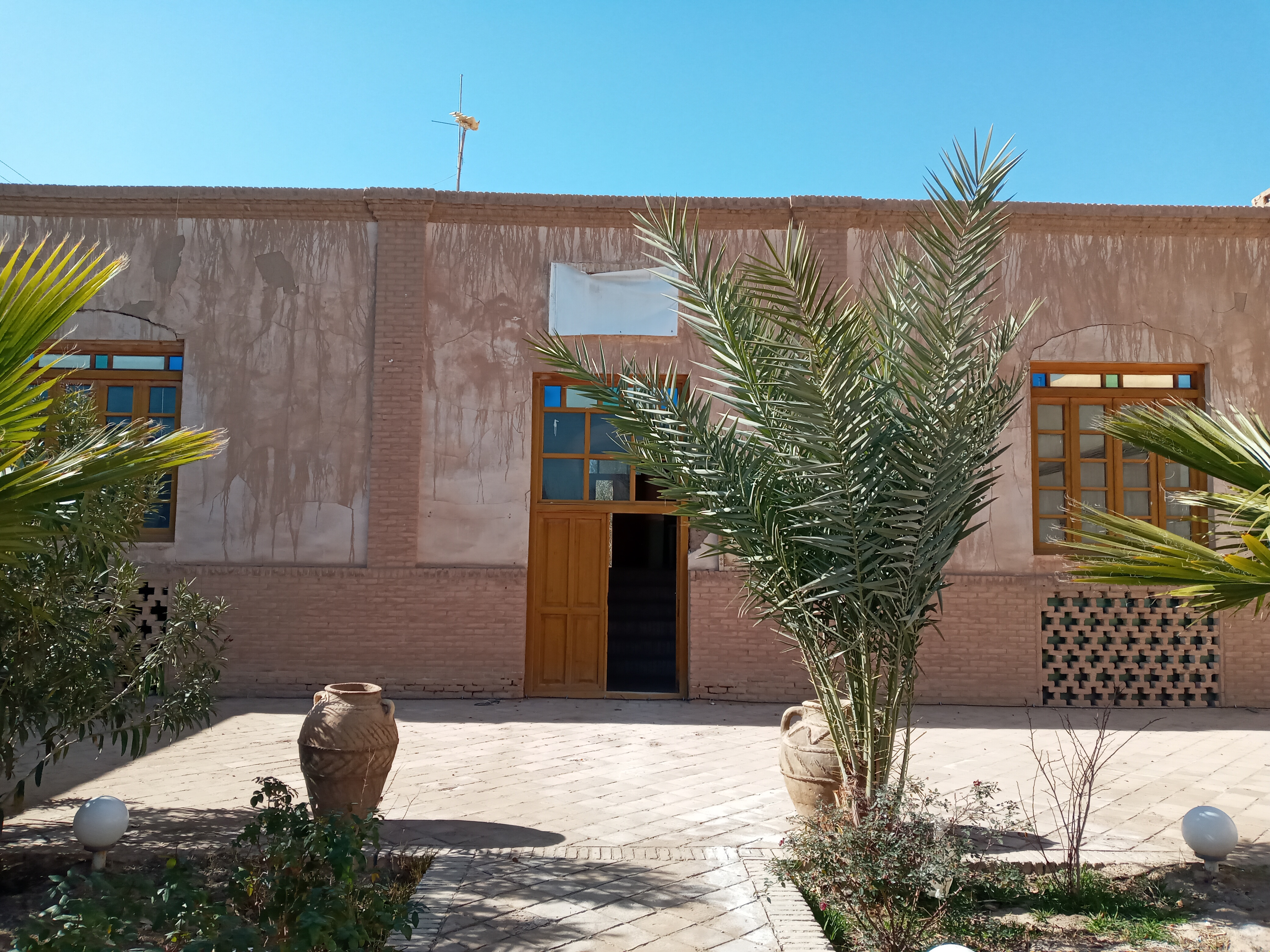
نمایی از خانه
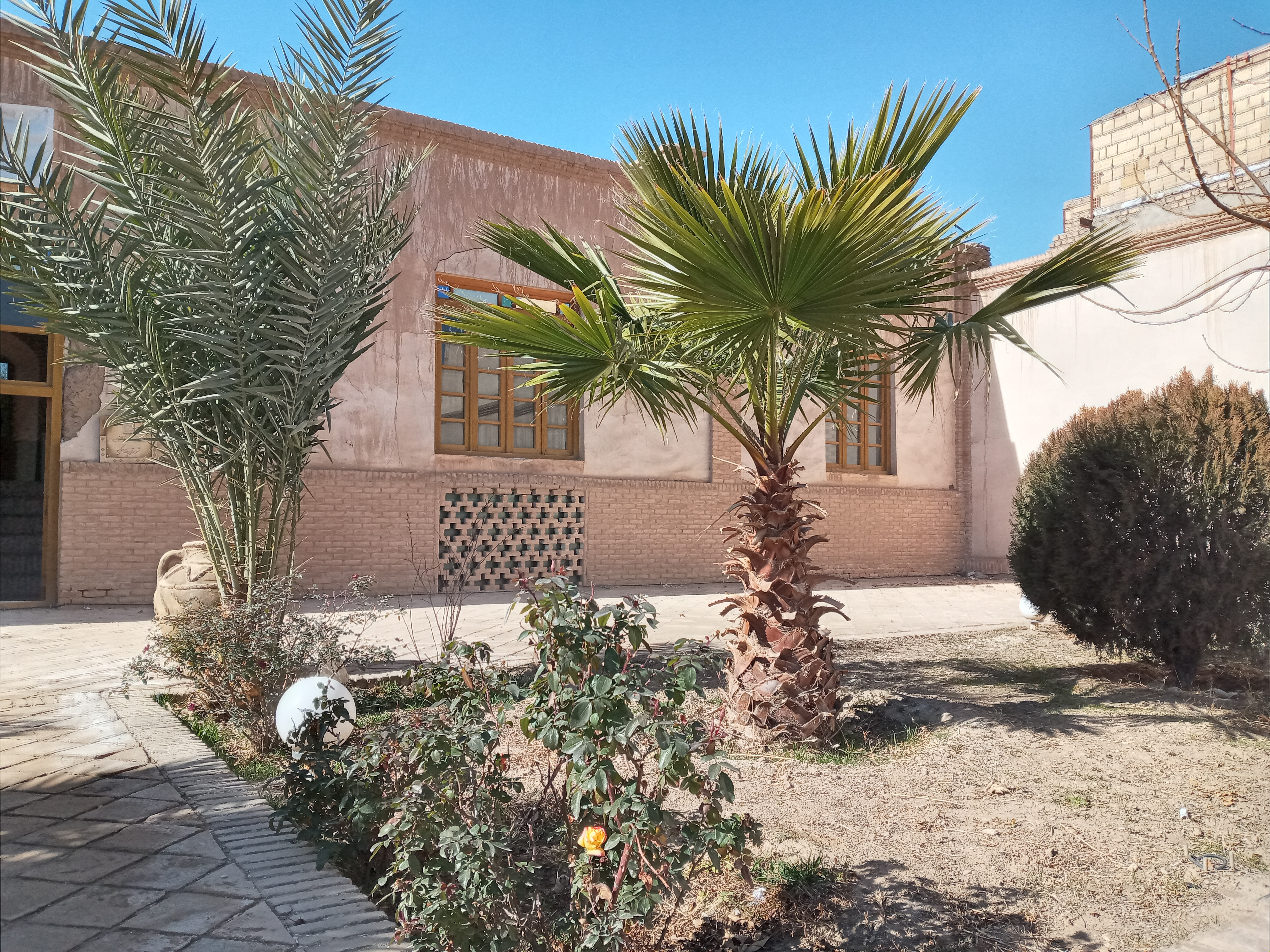
نمایی از خانه
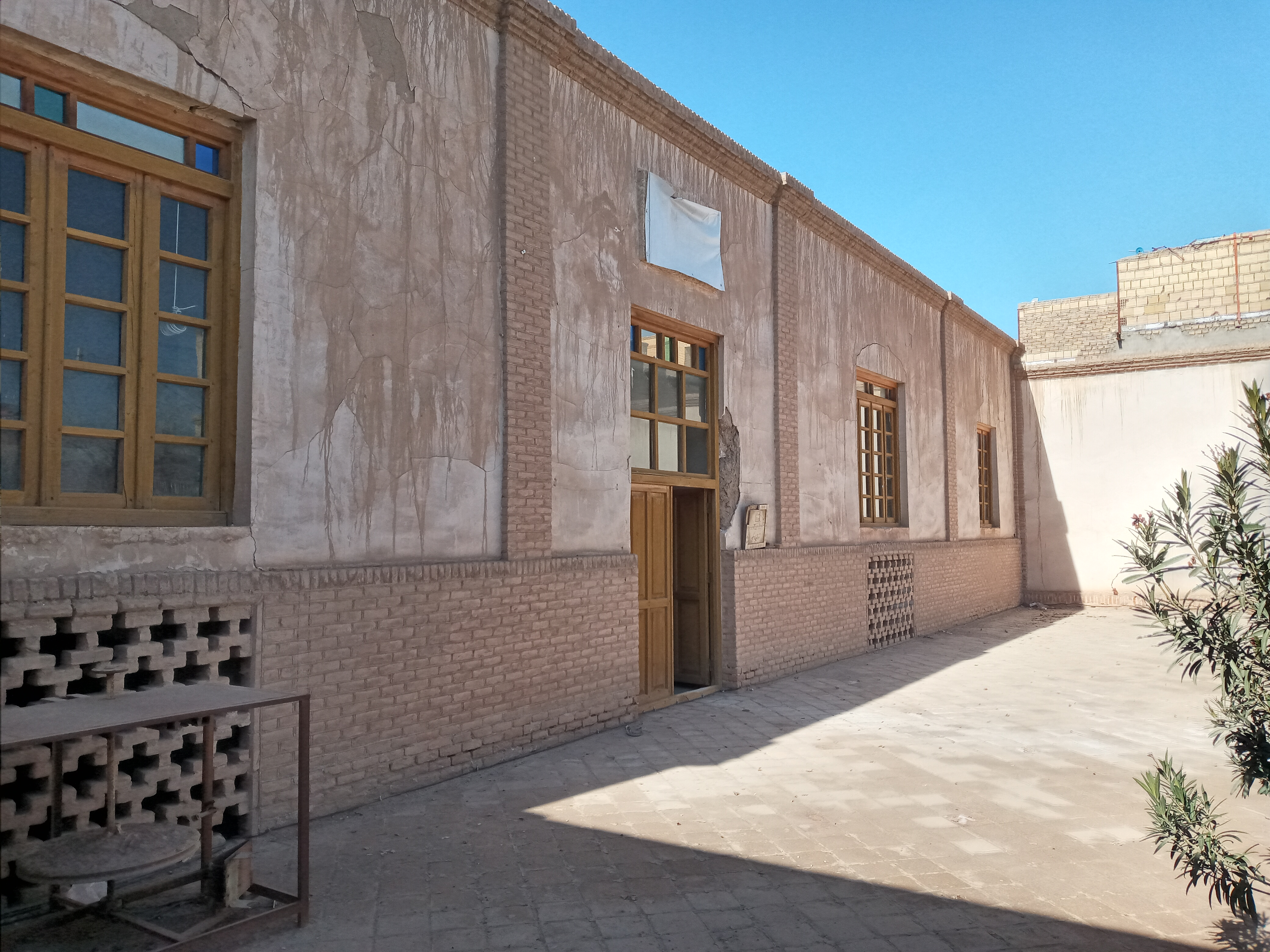
نمایی از خانه
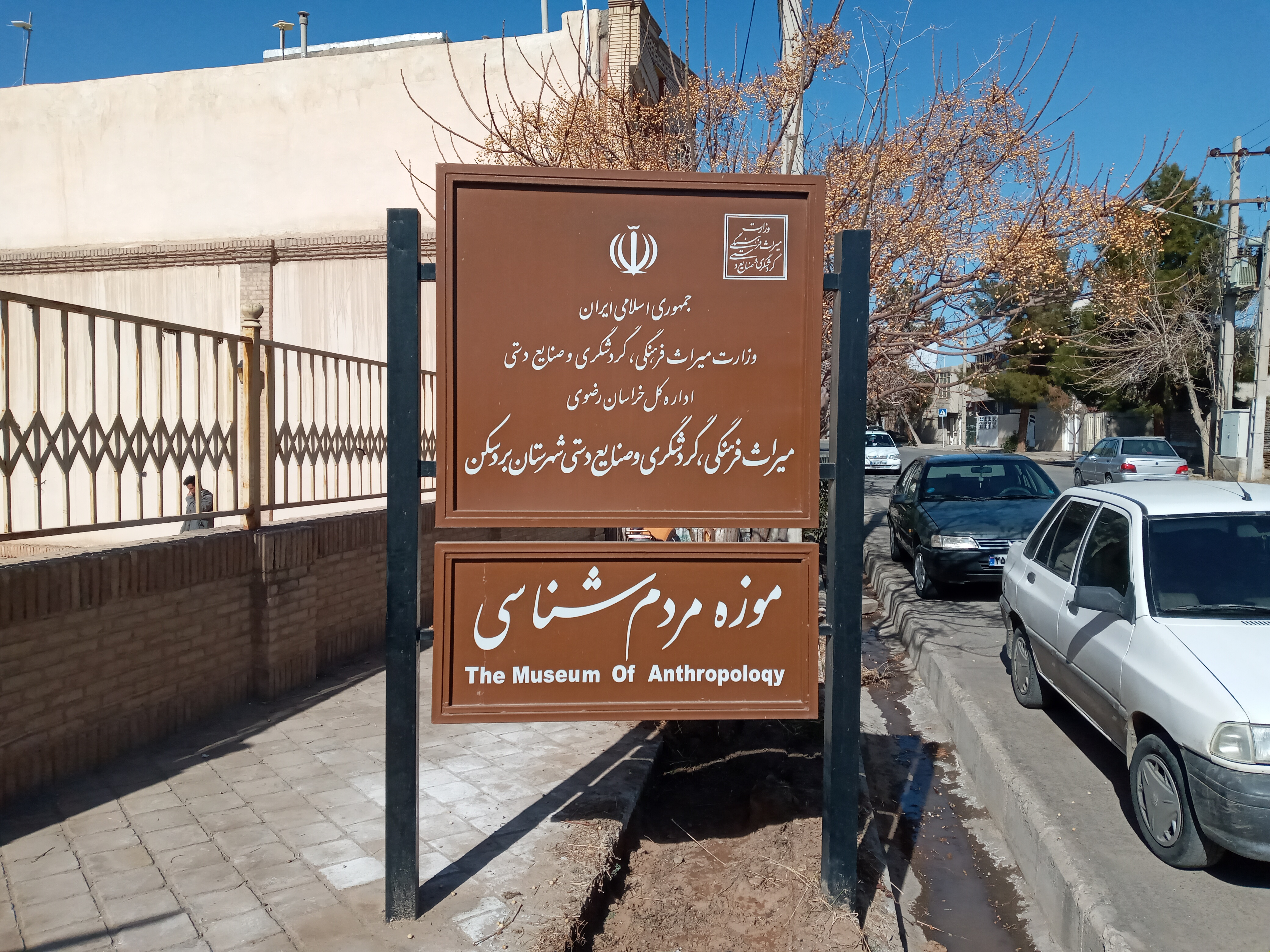
تابلوی ثبت‌ملی خانه
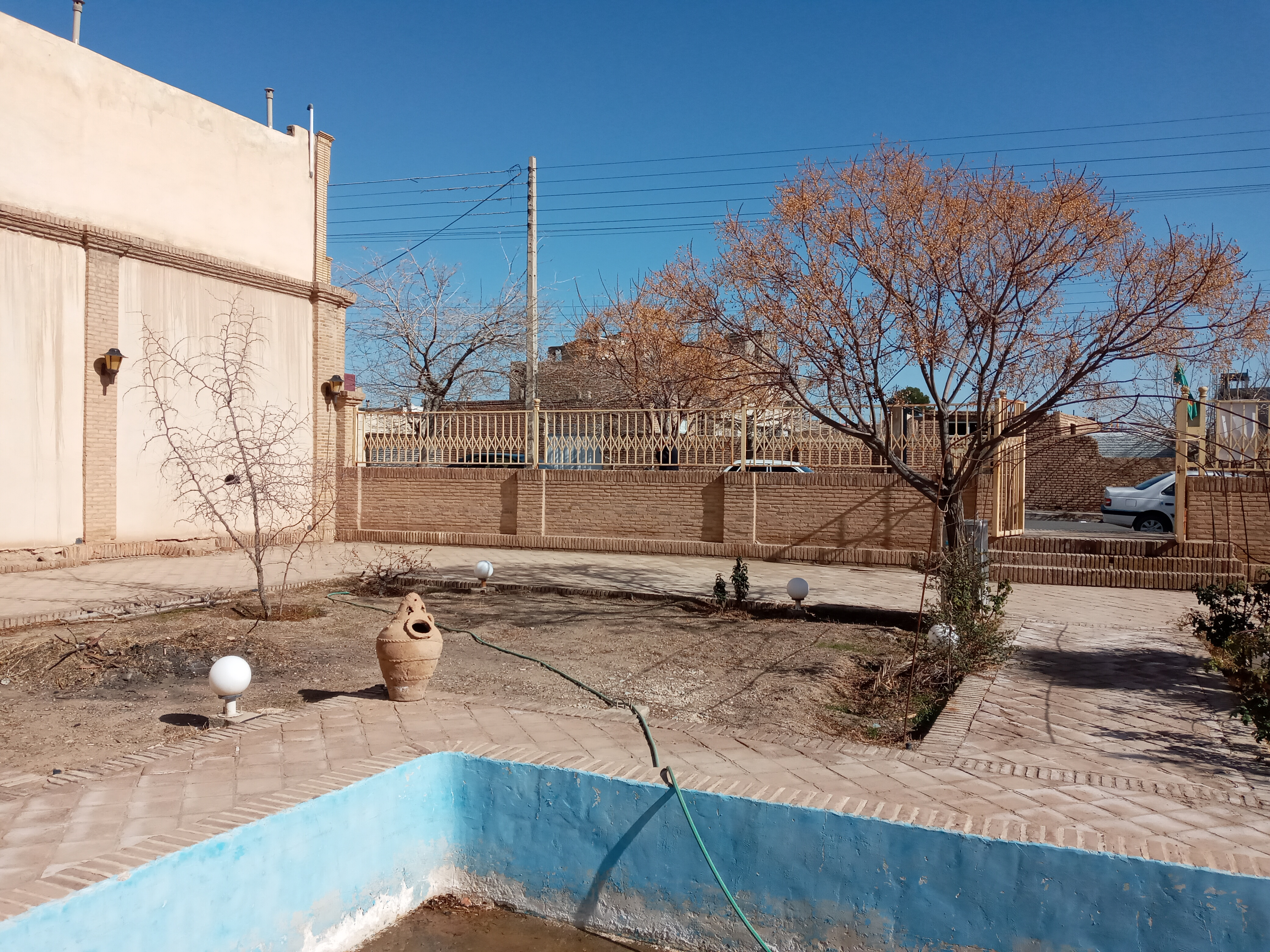
حیاط خانه
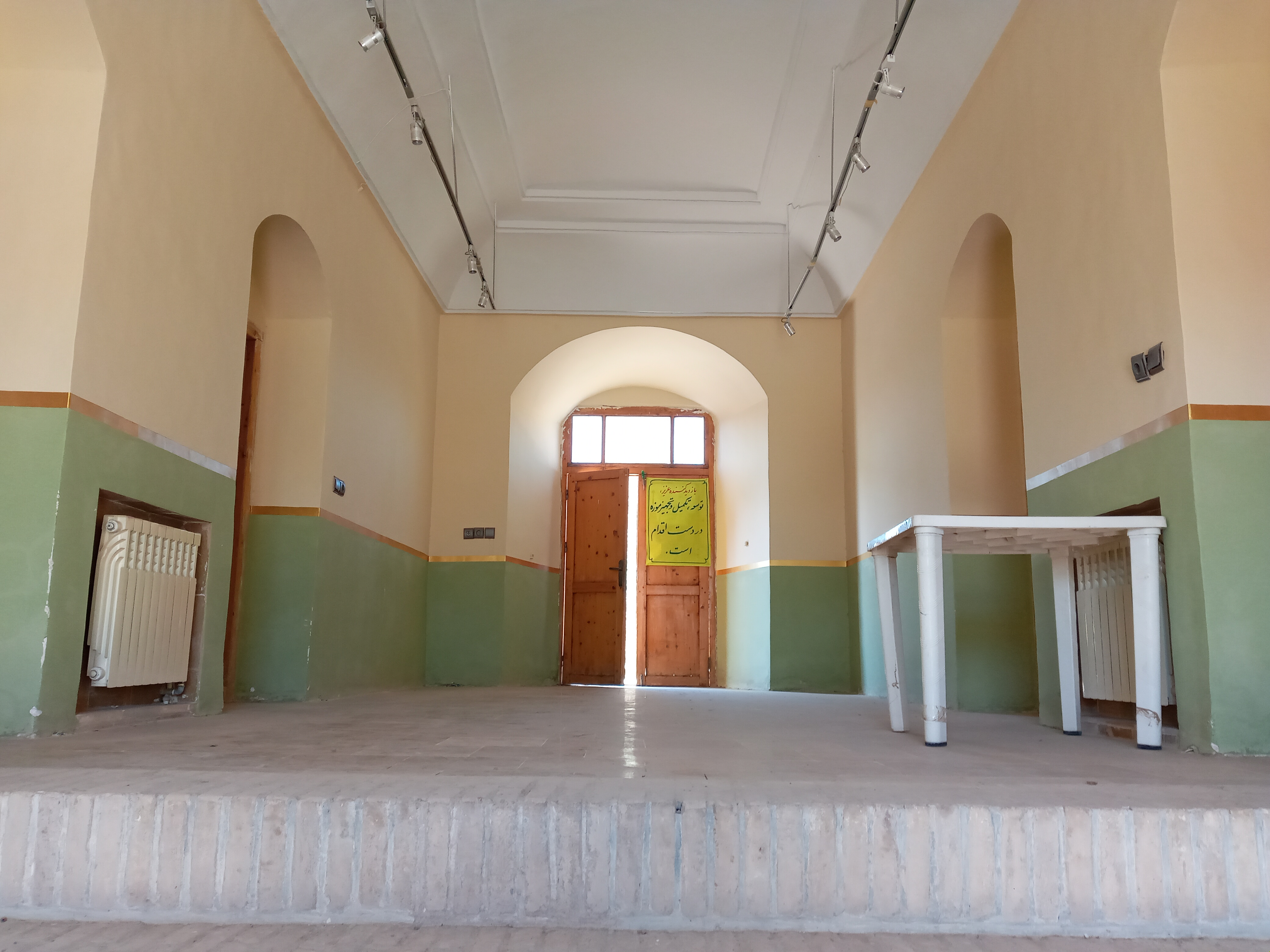
داخل خانه
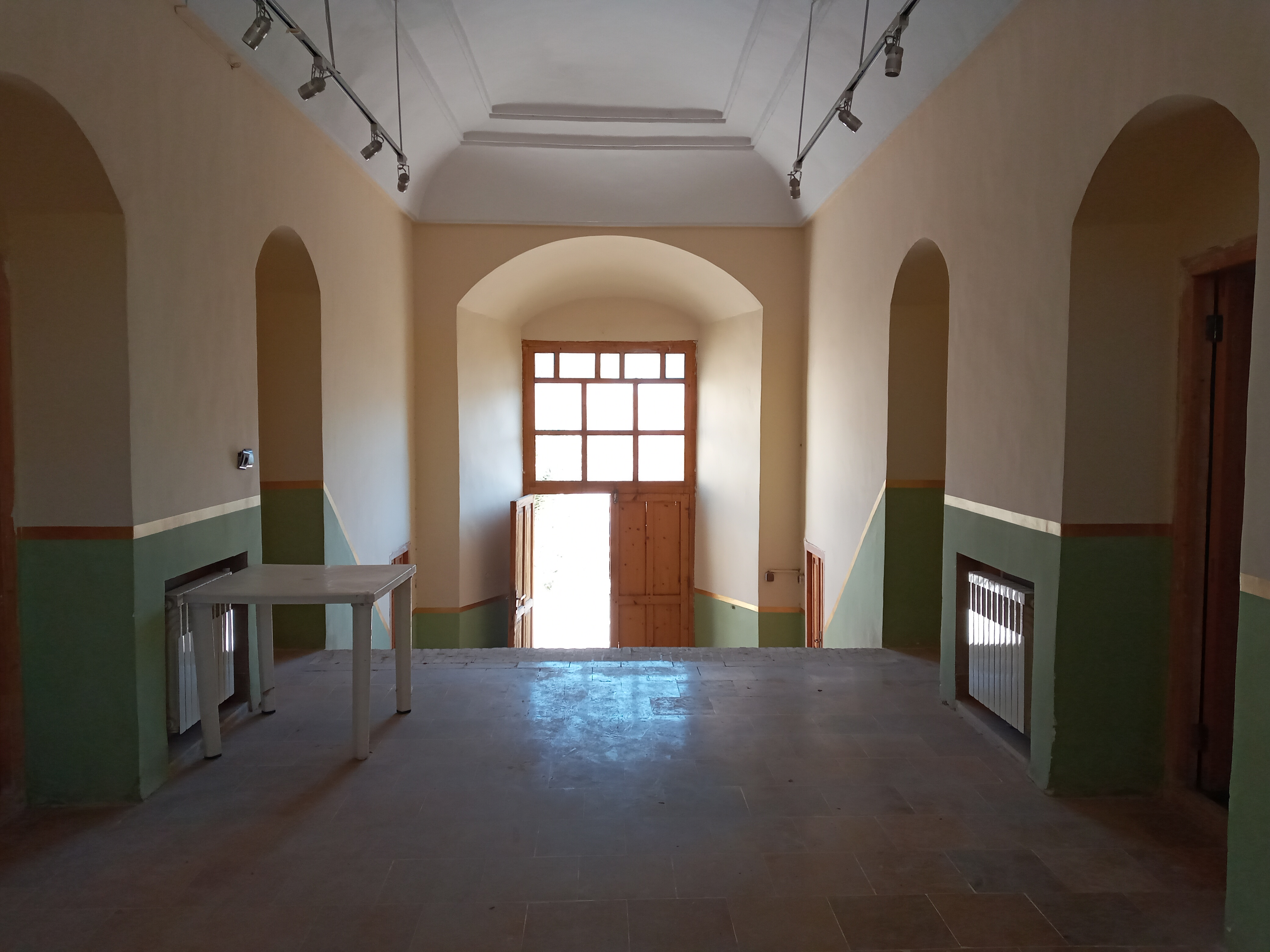
داخل خانه